# کانپاکو
کانپاکو (به ژاپنی: 関白 Kanpaku) به مقامی گفته می‌شود که به‌جای امپراتور ژاپن؛ سیاست را اداره می‌کرد. کانپاکو بالاترین مقام در دولت به شمار می‌رفت. کانپاکو از لحاظ نظری یک نوع مشاور ارشد برای امپراتور بود.
در زمان کودکی یا بیماری امپراتور تمامی قدرت در دسترس نایب‌السلطنه یا سشو (در صورت نابالغ بودن امپراتور) قرار می‌گرفت. مقام کانپاکو با نایب‌السلطنه تفاوت دارد زیرا تصمیم گیرندهٔ نهایی در زمانی که کانپاکو وجود دارد با شخص امپراتور است. نخستین کانپاکوی سامورایی تاریخ ژاپن، تویوتومی هیده‌یوشی بود. او در سال ۱۵۸۵ به این مقام رسید. در سال ۱۵۹۲ هیده‌یوشی مقام خود را به خواهرزاده و فرزندخوانده خود تویوتومی هیده‌تسوگو واگذار کرد و هیده‌تسوگو تا سال ۱۵۹۵ این مقام را برعهده داشت. در ۳ ژانویه، ۱۸۶۸، و با انحلال شوگون‌سالاری مقام کانپاکو به‌طورکلی از بین رفت، تنها عنوان نایب‌السلطنه در ارتباط با امپراتور ادامه پیدا کرد.